# Between the Lines
『Between the Lines』（ビトウィーン・ザ・ラインズ）はCHEMISTRY初のコンセプト・アルバム。2003年6月18日発売。

## 解説
「サマー・プレミアム・アルバム」と名付けられた作品。アルバム・タイトルは、2枚のオリジナル・アルバム（『Second to None』『One×One』）をつなぐ「行間」として本作を送り出したい思いから付けられた。収録曲のほとんどの楽曲がリミックス曲・或いは既存曲のアルバム・ヴァージョン。
新曲は「Naturally Ours」で、「明治チェルシーの唄」と「恋するカレン」はカバー曲。「最後の夜』は「ASAYAN超男子。川畑・堂珍」名義でのプレデビュー・シングルでアルバム初収録。
2003年7月31日までに出荷枚数が100万枚を突破した。初回プレス盤のみ、スリーブ・ケース仕様。

## 収録曲
1. Naturally Ours
  - 作詞：浅田信一　作曲：和田昌哉　編曲：和田昌哉・光田健一
  - 新曲
  - 日本コカ・コーラ「爽健美茶」コマーシャルソング
2. It Takes Two（OCTOPUSSY Remix feat. LISA）
3. Point of No Return （ケツメイシのremix。）
  - 2ndシングルカップリング曲。
4. 恋するカレン
  - 編曲：和田昌哉
  - WOWOWコマーシャルソング
  - 大瀧詠一のカバー。
5. BACK TOGETHER AGAIN （West Indies Dream Mix）
6. Running Away （Spanish Passion）
  - 編曲：末原康志
  - 4thシングル通常盤カップリング曲。
7. B.M.N. （BIG MAN, NOW）
  - 編曲：松原憲・和田昌哉
  - 3rdシングルカップリング曲。
8. PIECES OF A DREAM （DJ WATARAI Remix）
  - 編曲：サイゲンジ
9. You Go Your Way （LOONY TUNE Remix）
  - 編曲：LOONY TUNE
10. MOVE ON （Album Version）
  - 編曲：鷺巣詩郎 (オーケストラアレンジ)・和田昌哉
  - このバージョンがオリジナル。
  - シングル収録の同曲はショート・バージョン。
11. 君をさがしてた 〜シーモネーター & DJ TAKI-SHIT Remix feat. CRYSTAL BOY （nobody knows）
  - 4thシングル通常盤カップリング曲。
12. 明治チェルシーの唄
  - 編曲：和田昌哉　シモンズのカバー。
13. 最後の夜
  - 編曲：MAESTRO-T
  - プレデビューシングル。葛谷葉子のカバー。

## 演奏
- 末原康志
  - Acoustic Guitar (#1)
  - Guitar (#6)
- 光田健一：Acoustic Piano (#1)
- 小林太：Trumpet (#1)
- 野村裕幸：Trombone (#1)
- 竹上良成：Flute (#1)
- 大井洋輔：Percussion,  Co-Programming & Editing (#1)
- 和田昌哉
  - Programming & All Other Instruments (#1)
  - Background Vocals (#4.10.12)
- LISA：Chorus, Chorus Arrangement (#2)
- OCTOPUSSY：Remix, Programming & All Other Instruments (#2)
- AARON BLACKMON：Guitar (#2)
- ケツメイシ：Remix (#3)
- YANAGIMAN
  - Remix (#3.11)
  - Bass (#4)
  - Programming & All Other Instruments (#4.11)
- 奥田健治：Guitar (#4)
- 山本タカシ：Guitar (#5)
- 森俊也：Remix, Programming & All Other Instruments (#5)
- 山内薫：Bass (#6)
- 栗山豊二：Percussion (#6)
- 小松秀行：Bass (#7)
- 鈴木健治：Guitar (#7)
- 弦一徹ストリングス：Strings (#7.10)
- 松原憲：Programming & All Other Instruments (#7)
- DJ WATARAI：Remix, Programming & All Other Instruments (#8)
- 渡辺貴浩：Keyboards (#8)
- Saigenji：Guitar, Chord Arrangement (#8)
- Tsuyoshi "Iceberg" Ohmi (LOONY TUNE)：Guitar (#9)
- Jungo "The DAIBUTSU" (LOONY TUNE)：Bass (#9)
- TAKUMI.K.DOG (LOONY TUNE)：Fender Rhodes & Synthesizer (#9)
- Shige "083LOVE" (LOONY TUNE)：Drums & Percussion (#9)
- 落合徹也：Concert Master (#10)
- エリック・ミヤシロ、西村浩二：Trumpet (#10)
- フレッド・シモンズ：Trombone (#10)
- 土屋昌巳：Guitar (#10)
- 中西康晴：Hammond B-3 (#10)
- 斉藤ノヴ：Percussion (#10)
- 鷺巣詩郎：Programming & All Other Instruments (#10)
- シーモネーター、Crystal Boy (nobodyknows+)：Additional Rap (#11)
- 知念輝行：Guitar (#11)
- DJ TAKI-SHIT：Remix, Programming & All Other Instruments (#11)
- 南徹：Programming & All Other Instruments (#12)
- 石成正人：Guitar (#13)
- MAESTRO-T：Programming & All Other Instruments (#13)